# Peter II. (Oldenburg)

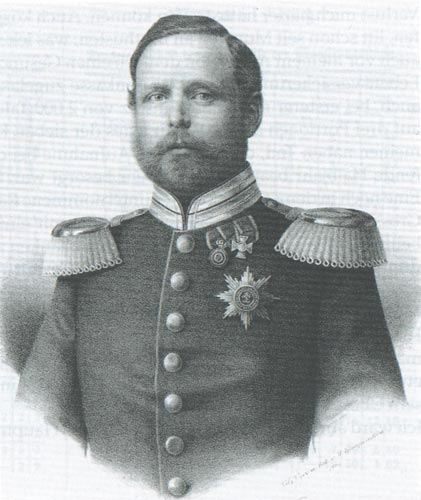
Nikolaus Friedrich Peter

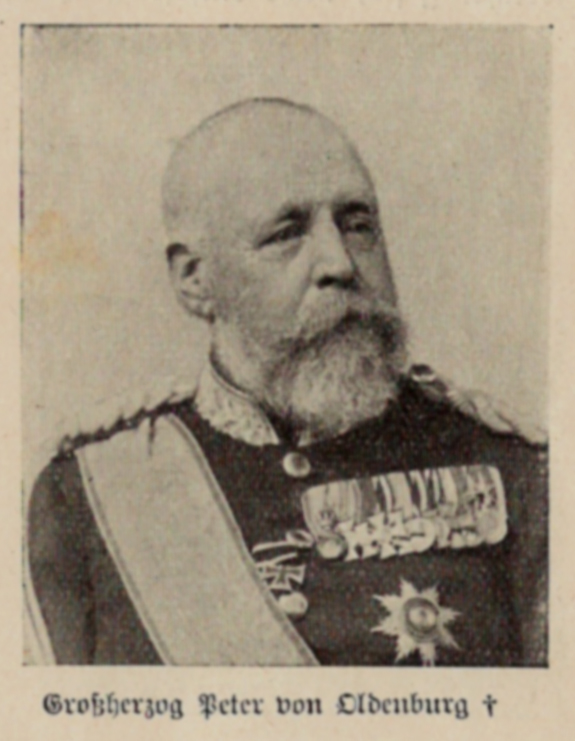
Nikolaus Friedrich Peter von Oldenburg

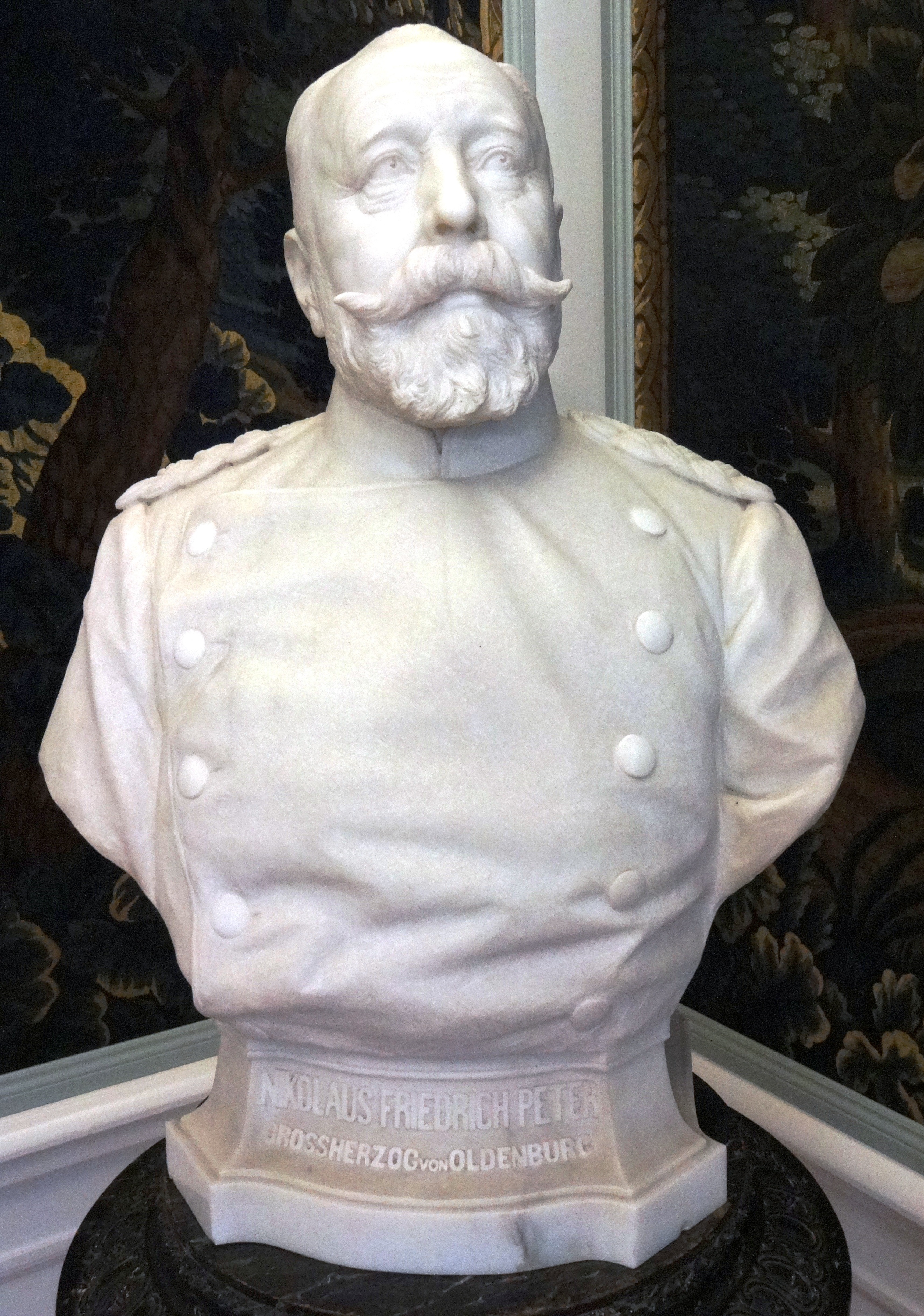
Zeitgenössische Marmorbüste von Nikolaus Friedrich Peter, Schloss Eutin

Vereinstaler Oldenburg 1866

Nikolaus Friedrich Peter von Oldenburg (* 8. Juli 1827 in Oldenburg; † 13. Juni 1900 in Rastede) war von 1853 bis 1900 als Peter II. Großherzog von Oldenburg.

## Leben

### Frühe Jahre
Peter wurde als ältester Sohn des Großherzogs Paul Friedrich August (1783–1853) und der Prinzessin Ida von Anhalt-Bernburg-Schaumburg-Hoym (1804–1828) geboren und erhielt eine sorgfältige, strenge Erziehung, die durch einen zweijährigen Studienaufenthalt von 1846 bis 1848 an der Universität Leipzig abgeschlossen wurde. Bei Ausbruch der Revolution von 1848, die sein politisches Denken nachhaltig prägte, wurde er noch im März 1848 vorzeitig nach Oldenburg zurückgerufen, um den Vater zu unterstützen und zeitweilig zu vertreten.
1850 ergab sich für Peter die Möglichkeit, eine Königswürde anzunehmen und damit sein politisches Gewicht enorm zu steigern. Auf Vorschlag des mit dem Haus Oldenburg verwandten Zaren Nikolaus I. bot ihm Dänemark die Thronfolge an. Mit dem Angebot verbanden die Dänen die Hoffnung, durch die Einsetzung eines deutschen Prinzen die Schleswig-Holstein-Frage entschärfen und den Verbleib der beiden Herzogtümer Schleswig und Holstein im Dänischen Gesamtstaat sichern zu können. Großherzog Paul Friedrich August griff das Angebot, das seiner Familie einen beträchtlichen Prestigegewinn beschert hätte, begeistert und auch gegen den Widerstand seines Regierungskabinetts auf. Peter schätzte die politischen Risiken offenbar realistischer ein und knüpfte seine Zustimmung an eine Reihe von Bedingungen, die einer Ablehnung des Projekts gleichkamen. Dänemark und Russland zogen das Angebot daraufhin zurück. Unterstützung erhielt Peter dabei von dem oldenburgischen Staatsminister Dietrich Christian von Buttel, was im Großherzogtum eine politische Krise auslöste.
Nachdem die revolutionären Unruhen und die politische Krise zunächst abgeebbt waren, konnte Peter als Erbherzog die obligatorische aber bisher aufgeschobene Bildungsreise nachholen, die ihn 1850 und 1851 nach Italien, nach Griechenland (Februar–März 1851) zu seiner Schwester, der griechischen Königin Amalie (1818–1875), und schließlich in die Türkei (Mai–Juni 1851) führte. In Italien legte Peter den Grundstein für sein starkes Interesse an italienischer Malerei, der er später in seiner Gemäldesammlung einen dominierenden Platz einräumte.

### Regierungsantritt und Außenpolitik
Am 27. Februar 1853 folgte er dem Vater in der Regierung. In politischer und personeller Hinsicht vertrat Peter realpolitische Ansichten und bemühte sich, Kontinuität zu wahren. So übernahm er das Kabinett und die Minister seines Vaters und führte in der Außenpolitik die Hinwendung zu Preußen weiter, zu der er auch gegen die Bedenken und Widerstände aus seinem Umfeld keine Alternative sah. Unter seiner Regierung wurde die bereits unter Paul Friedrich August vorbereitete Abtretung des Gebietes des späteren Wilhelmshaven an Preußen vollendet. Preußen unterstützte im Gegenzug finanziell und politisch die Rückführung der vormals Bentinckschen Herrschaften Kniphausen (1858) und Varel (1854) an Oldenburg.
1864 übernahm Peter die Schirmherrschaft über den in Oldenburg gegründeten Verein zur Pflege verwundeter Krieger, der im Großherzogtum Oldenburg als freiwillige Hilfsgesellschaft vom Roten Kreuz fungierte. Im selben Jahr erhob er, nachdem der Kaiser von Russland alle gottorpschen Erbrechte auf ihn übertragen hatte, Herrschaftsansprüche auf die Herzogtümer Schleswig und Holstein. Peter berief sich dabei auf insgesamt fragwürdige, zumindest aber umstrittene Erbfolgeansprüche, basierend auf komplizierten historisch-juristischer Deduktionen des oldenburgischen Archivars Wilhelm Leverkus. Dieser vertrat die These, dass nach dem Aussterben der dänischen Dynastie im Mannesstamm das Haus Holstein-Gottorp und damit Peter als dessen Nachkomme in den Herzogtümern erbberechtigt sei. Peter ließ sich von dieser Ansicht überzeugen und erreichte in jahrelangen Bemühungen, dass der Zar ihm 1864 die Rechte der älteren Linie des Hauses Gottorp übertrug. Seine Ansprüche meldete Peter 1864 offiziell beim Deutschen Bundestag an. Allerdings war die Reaktion in den Herzogtümern, in der deutschen Öffentlichkeit und auch in Oldenburg negativ, da der Versuch einer rein dynastischen Lösung, die weder die nationale Bewegung noch die machtpolitischen Interessen der Großmächte berücksichtigte, keinerlei Aussicht auf Erfolg eingeräumt wurde. Lediglich Bismarck unterstützte Peter zeitweilig aus taktischen Gründen, um ein Gegengewicht zu der populären Kandidatur des Herzogs Friedrich von Holstein-Sonderburg-Augustenburg in der Hand zu haben. Um nicht gänzlich mit leeren Händen dazustehen, trat Peter seine Ansprüche 1866 an Preußen ab und schloss am 23. Februar 1867 den Kieler Vertrag mit Preußen, durch den er gegen seinen Verzicht das Amt Ahrensbök als Entschädigung erhielt, das bisher den nördlichen vom südlichen Gebietsteil des oldenburgischen Fürstentums Lübeck getrennt hatte, sowie 1 Million Taler, die der Großherzog zur Vergrößerung der Familienfideikommissgüter verwendete.

### Oldenburg im Norddeutschen Bund
Den Abschluss dieser Politik der Anlehnung an Preußen bildete schließlich das bei Ausbruch des Krieges von 1866 geschlossene Militärbündnis in dessen Zuge Peter das oldenburgische Truppenkontingent der preußischen Main-Armee stoßen ließ. In Erinnerung daran stiftete er die Erinnerungsmedaille an den Feldzug 1866. Sein Vorgehen sicherte einerseits die staatliche Weiterexistenz Oldenburgs und regelte andererseits, mit der Verfassungsgebung am 1. Juli 1867 zum ersten deutschen Bundesstaat, die Eingliederung in den Norddeutschen Bund bzw. später in das Deutsche Reich. Die Souveränitätseinbußen, wie etwa die Aufgabe der Wehrhoheit, die mit dieser Politik einhergingen, nahm Peter in Kauf.
Der Großherzog nahm an der Kaiserproklamation in Versailles am 18. Januar 1871 teil.
Innerhalb des Norddeutschen Bundes wandte sich Peter dann aber doch gegen die dominierende Stellung Preußens und lehnte entschieden die Einführung des demokratischen Wahlrechts für den Reichstag ab. Bereits 1866 schlug er dem preußischen König vor, den Kaisertitel anzunehmen, um durch diese Anknüpfung an die alte Reichstradition den deutschen Fürsten die Einordnung in den Norddeutschen Bund zu erleichtern. Weiterhin stellte Peter einen eigenen Entwurf einer Verfassung des Norddeutschen Bundes vor, dessen Kernstück die Bildung eines Oberhauses bzw. Fürstenhauses war. Damit wollte er einerseits ein konservatives Gegengewicht zu dem demokratisch gewählten Reichstag bilden und andererseits ein föderatives Organ gegen das Übergewicht Preußens schaffen. Peters Entwurf unterschied sich von den zahlreichen Oberhausvorschlägen, die 1866 und 1870/71 in die Verfassungsdiskussion eingebracht wurden, vor allem durch die Zusammensetzung dieses Oberhauses. Damit diskreditierte Peter allerdings seinen Entwurf, da er neben den regierenden Fürsten auch Vertreter der mediatisierten ehemals geistlichen Fürstentümer und die ehemaligen Reichsgrafen des nicht mehr existenten Heiligen Römischen Reiches in das Haus berufen wollte. Daneben sollte es dieselben Rechte wie der Reichstag bekommen. Damit war sein Entwurf in die Vergangenheit gewandt und fast romantisch und somit nicht als politisch konstruktives Gegenkonzept zur Bismarckschen Verfassung zu bezeichnen.

### Innenpolitik
In der Innenpolitik ab 1850 war Peters Vorgehen bestimmt durch das Festhalten am dynastischen und historischen Recht und einen ausgeprägten Konservativismus. Peter geriet hierdurch häufig in Gegensatz zu den herrschenden Strömungen der Zeit wie etwa des oldenburgischen freisinnigen Bürgertums. Laut seines Biographen Hans Friedl war er „zutiefst durchdrungen von seiner auf dynastischem Recht und monarchischem Prinzip beruhenden landesherrlichen Stellung“ im Sinne eines „dezidierten Gottesgnadentums“. Das Staatsgrundgesetz von Oldenburg ließ er 1852 im konservativen Sinne revidieren, womit seine eigene Position, sowie die seiner Regierung stärkte und den Einfluss des Parlaments beschnitt. Weitere Änderungen der Verfassung lehnte Peter ab, insbesondere solche, welche zu einer Ausweitung des parlamentarischen Einflusses oder zu einer Vergrößerung des Mitbestimmungsrechts des Volkes geführt hätte, wie etwa die Forderung nach Einführung einjähriger Budgetperioden. Weiterhin reagierte er empfindlich, wenn das Parlament seine Kompetenzen überschritt. So kritisierte er in scharfer Form den Misstrauensantrag des Parlaments gegenüber zwei Ministern 1896 und zeichnete die Angegriffenen demonstrativ aus. Um dem Parlament keine Gelegenheit zu Gegenangriffen zu geben, verzichtete er zeitlebens auf eine Erhöhung der bei seinem Regierungsantritt festgelegten Zivilliste.
Neben den Sitzungen des Staatsministeriums und den Vorträgen der Minister bemühte sich Peter durch intensives Aktenstudium einen persönlichen Anteil an der Regierung, den Ereignissen und Vorgängen in seinem Land einzubringen. In die täglichen Entscheidungsprozesse griff er anscheinend aber nicht ein, sondern ließ, seinem langjährigen Vertrauten Günther Jansen zufolge, seinen Beratern und Ministern relativ großen Spielraum, ohne dabei freilich das Heft aus der Hand zu geben. Während Peters Regierungszeit waren Ministerwechsel selten. Die Vorsitzenden des 1867 aufgelösten Militärdepartements ausgenommen, waren in den 47 Jahren seiner Regierung nur insgesamt zehn Minister im Amt, die vier Regierungen Rössing (1853–1874), von Berg (1874–76), Ruhstrat (1876–1890) und Jansen (1890–1900) angehörten. Die ungewöhnlich lange Regierungszeit Peters und die personelle Stabilität in der Führung des Großherzogtums leiteten eine lange Phase der Kontinuität in der Landespolitik ein, wirkten aber letztlich, trotz der schonend eingeleiteten Reformen, starr und unbeweglich.
Peter II. wurde im Großherzoglichen Mausoleum auf dem Gertrudenfriedhof in Oldenburg beigesetzt.

## Nachkommen
Vermählt war der Großherzog seit 10. Februar 1852 mit Prinzessin Elisabeth Pauline Alexandrine (* 26. März 1826; † 2. Februar 1896), der dritten Tochter des Herzogs Joseph von Sachsen-Altenburg (1789–1868) und der Amalia geb. Prinzessin von Württemberg. Aus der Ehe stammten die beiden Söhne:
- Friedrich August (1852–1931), Erbgroßherzog
- Georg Ludwig (1855–1939)

## Ehrungen
- Die Moorkolonien Petersfehn und Petersdorf sind nach ihm benannt.
- In Delmenhorst, Tiergartenstraße: Denkmal Nikolaus Friedrich Peter (Delmenhorst).